# Special Operations Forces Exhibition
Die Special Operations Forces Exhibition and Conference (SOFEX) ist eine Verteidigungs-, Sicherheits- und Waffenmesse, die in der Hauptstadt Jordaniens abgehalten wird. Die Messe steht unter dem Patronat des jordanischen Königs Abdullah II. und die Organisation wird von den Streitkräften Jordaniens unterstützt.

## Geschichte
Die SOFEX wurde 1996 von Königs Abdullah II. gegründet und findet alle zwei Jahre auf dem König-Abdullah-I-Luftstützpunkt der Jordanischen Luftstreitkräfte unter der Schirmherrschaft von Prinz Faisal bin Al Hussein statt. Auf über 75.000 Quadratmetern werden vor internationalem Publikum  Ausrüstungen, Technologien und Dienstleistungen präsentiert. Besonderer Fokus der Messe liegt bei innerer Sicherheit und Sondereinsatzkräfte und Lösungen von internationalen Ausstellern. Die viertägige Ausstellung beginnt am ersten Tag mit einer Konferenz und bietet auch Seminare zur Terrorismusbekämpfung und ähnlichen Themen. In 2008 zählte die Messe über 12.000 Besucher, 319 Aussteller aus 34 Länder sowie aus Sicherheits-, Militär- und Regierungskreisen 380 Einzeldelegierte und 101 Delegationen aus 58 Ländern. Im Jahr 2012 wurden die tägliche Veranstaltungen mit der international bekannten Organisation Janes IHS gemeinsam gestaltet.

## Bekannte Messetermine und weitere Informationen

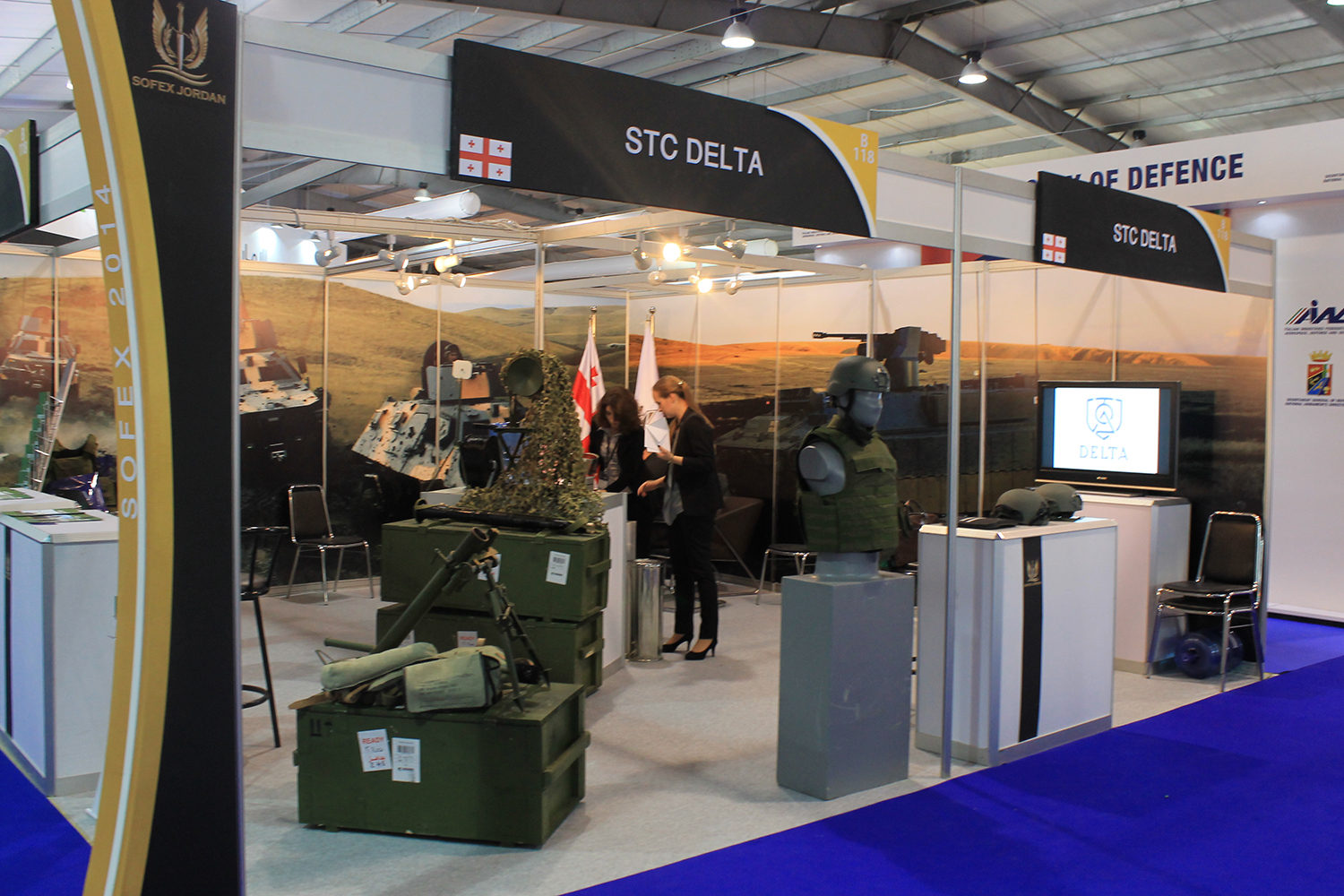
Der Messestand von STC Delta auf der SOFEX 2014

- 2012 vom 7. bis 10. Mai[4] und Ausstellerliste[5] sowie Pressebericht von dailymail.co.uk[6]
- 2014 und Ausstellerliste von 2014[7] sowie Messebericht von Janes[8]
- 2016 und Ausstellerliste von 2016[9]
- 2018 vom 7. bis 10. Mai[10][11] mit Sonderausstellung der „Association of the United States Army“[12]